# کولسکو
کولسکو (به لهستانی:  Kolsko) یک روستا در لهستان است که در گمینا کولسکو واقع شده‌است.
 کولسکو  ۱٬۰۰۰ نفر جمعیت دارد.